# كنيسة موسفيك
كنيسة موسفيك (بالنرويجية: Mosvik kirke) هي كنيسة أبرشية في بلدية إيندري في مقاطعة ترونديلاغ في النرويج. تقع في قرية موسفيك. وهي كنيسة تابعة لأبرشية موسفيك، وهي جزء من منطقة سكيردال في أبرشية نيداروس. الكنيسة الخشبية، التي تتسع لـ 360 شخصًا، تم بناؤها على شكل صليب في عام 1884 باستخدام خطط من تصميم المعماري ياكوب فيلهلم نوروم. تم بناء الكنيسة لتحل محل كنيسة قديمة تعود إلى العصور الوسطى.

## التاريخ
تعود سجلات الكنيسة إلى عام 1533، لكن من المرجح أن تكون الكنيسة قد بُنيت في الأصل في القرن الثالث عشر. كانت أول كنيسة عبارة عن كنيسة سطول خشبية تقع في فيك، على بعد حوالي 525 مترًا إلى الجنوب الغربي من موقع الكنيسة الحالية. تم هدم الكنيسة القديمة في عام 1883 عندما تم الانتهاء من بناء الكنيسة الجديدة، وقد تم نقل المقبرة القديمة أيضًا إلى الموقع الجديد.